# Сюнь Юй
Сюнь Юй (кит. 荀彧, пиньинь Xún Yù, 163 — 212), взрослое имя Вэньжо (кит. 文若, пиньинь Wénruò) — стратег и государственный деятель, служивший советником Цао Цао в период распада Империи Хань.
После бегства от захватившего власть в столице Дун Чжо Сюн Юй оказался в расположении Юань Шао, но не видя в нём потенциала, в 191 году перешёл на службу к Цао Цао. Когда Цао Цао вёл кампанию против Тао Цяня, в его тылу началось восстание Чжан Мяо и Чэнь Гуна. Восставшие заняли почти всю его территорию, но благодаря смелым и решительным действиям Сюнь Юй смог сохранить под контролем три города. В течение года Цао Цао смог переломить ход войны и победил восставших, а их командующий — Люй Бу бежал на восток в Сюйчжоу.
Сюнь Юй поддержал идею Цао Цао принять под свою защиту императора Сянь-ди и перенести столицу в Сюйчан. Во время своих многочисленных походов Цао Цао оставлял Сюнь Юя в Сюйчане поддерживать порядок и контролировать императорский двор и правительство. Цао Цао советовался с Сюнь Юем во всем военных и гражданских делах. Сюнь Юй отлично умел распознавать способности людей: многие видные советники Цао Цао, такие как Сюнь Ю, Чжун Яо и Го Цзя, были приняты на службу по рекомендации Сюнь Юя.
Сюнь Юй советовал быстро и решительно устранить угрозу от Люй Бу, убеждая что Юань Шао и его союзники не смогут вмешаться. Когда Цао Цао сражался с Юань Шао в битве при Гуаньду и его припасы истощились, Цао Цао раздумывал об отступлении. Сюнь Юй призывал его продолжать сражаться, и Цао Цао одержал решительную победу благодаря внезапной атаке. Сюнь Юй призвал воспользоваться низкой моралью армии Юань Шао и призвал уничтожить Юань Шао окончательно, не отвлекаясь на других противников.
После уничтожения сыновей Юань Шао и замирения северных территорий Цао Цао, воспользовавшись смертью Лю Бяо, без сопротивления вступил в Цзинчжоу, но его продвижение дальше было остановлено силами Лю Бэя и Сунь Цюаня в битве у Красной скалы.
В 212 году Дун Чжао и другие чиновники хотели, чтобы император пожаловал Цао Цао тутил гуна. Цао Цао тайно спросил совета у Сюнь Юя. Сюнь Юй был верен правящей династии и надеялся, что Цао Цао сможет утвердить порядок и единство в стране и возродит империю Хань. Сюнь Юй высказался против предложения, сказав, что благородный муж должен быть искренним в своей верности и постоянным в своём смирении, а не добиваться почестей. Цао Цао затаил обиду. Отправившись в поход на юг против Сунь Цюаня, он вызвал Сюнь Юя в расположение армии, где назначил его военным советником. По причине болезни Сюнь Юй был оставлен в Шоучуне, где умер «от горя» (стандартный эвфемизм вынужденного самоубийства) в возрасте 49 лет. В следующем году Цао Цао получил титул Вэйского гуна.
Титулы и владения Сюнь Юя унаследовал его старший сын Сюнь Юнь, который был также женат на дочери Цао Цао и был близким другом Цао Чжи.